# Maishofen
Maishofen település Ausztriában, Salzburg tartományban a Zell am See-i járásban található. Területe 29,5 km², lakosainak száma 3 335 fő, népsűrűsége pedig 110 fő/km² (2014. január 1-jén). A település 768 méteres tengerszint feletti magasságban helyezkedik el.

## Földrajz
A település részei:
- Atzing (554 fő, 2011. október 31-én[3])
- Maishofen (1660)
- Mitterhofen (1055)

## Közlekedés

### Vasúti
A településen vonattal megközelíthető Salzburg vagy Wörgl irányából a Salzburg–Tirol-vasútvonalon.

## Itt született személyek
- Mathias Neumayer (1832 – 1902) – politikus (KKP, RP, CC)
- Bartholomäus Hasenauer (1892 – 1980) – politikus (CSP, ÖVP)
- Josef Pichler (1930 – ) – politikus (SPÖ)
- Hans Rieder (1940 – 2013) -  politikus
- Gottfried Breitfuss (1958 – ) színész, filmszínész
- Leopold Leo Lainer (1960 – ) – labdarúgó
- Christopher Schläffer (1969 – ) – vállalkozó
- Georg Streitberger (1981 – ) – síelő

## Fordítás
Ez a szócikk részben vagy egészben  a   Maishofen című angol Wikipédia-szócikk ezen változatának fordításán alapul.  Az eredeti cikk szerkesztőit annak laptörténete sorolja fel. Ez a jelzés csupán a megfogalmazás eredetét és a szerzői jogokat jelzi, nem szolgál a cikkben szereplő információk forrásmegjelöléseként.